# Angelic Vale
『Angelic Vale』（エンジェリックヴェール）は、日本で2003年4月にクロムシックスより1作目が発売されたWindows用ゲームソフト。
ステージクリアタイプのシミュレーションRPGである。
現在、ゲーム3作目までとBGMアレンジCDが発売されており、中文版も発売されている。

## 主要キャラクター（味方）
オージェル/闇夜の騎士声: 荻原秀樹
1, 2作目の主人公。ベルーナの新米騎士であったが否応もなく戦乱にまきこまれていく。
2作目までは一行のリーダー格であったが、3作目は途中参戦での参加になり実質的に脇キャラとして扱われている。
フィオ声: 飯塚雅弓
主人公オージェルの幼馴染であり、士官学校の同期生。
3作目では一行のリーダー格と紹介されており、いつの間にかオージェルと立場が入れ替わっている。生魚が食べられない。
エリーゼ声: 南央美
ベルーナ王国の第一王女。1作目の冒頭で父王が殺害されて、2作目以降ではベルーナの女王になる。
女王になってからも、玉座に腰を落ち着ける事が少なく、フィオなどは「エリーゼ様の脱走防止」を自らの任務と心得ているフシがある。
ユズリハ声: 井上喜久子
公爵グロアールに仕える東洋人の女士官。グロアールの命によりエリーゼの護衛役として一行に帯同する。
公爵死後の2作目以降はエリーゼ付のメイド兼護衛役に転職している。天然ボケ。極度の虫嫌い。
ルシアン声: 川澄綾子
ベルーナの宮廷魔術師を務める、亜人コトゥーカの少女。魔力は高いがそれを制御する術が未熟。
スピカ声: 川澄綾子
ルシアンの妹。母親である「賢者」エリシオラの補佐役としてベルーナ北部のカサール書庫に住んでいたが、エリシオラの命により度々一行を手助けする。優秀で言動は辛辣だが、姉思いの一面もある。
リューベック声: 山崎たくみ
修道士と医師を兼ねる壮年の男。オージェルとフィオの恩師。
1, 2作目まではプレイヤーユニットであったが、3作目では完全に出番ナシ。
ロゼータ声: 冬馬由美
主人公オージェルの学生時代の先輩でアイテムショップの店主。物腰は柔らかく色気もありオージェル達を手玉に取る。
3作ともアイテム屋の店主として登場するが、2, 3作目では一定額を払うことによってプレイヤーユニットとして使う事ができる。
ソレイユ声: 田村ゆかり
3作目にのみ登場する半機半人。エフェメール島で記憶を失った状態で倒れている所をルシアン達に発見され、行動を共にする。
エスパーダ声: 松岡由貴
3作目にのみ登場する女冒険者。とある目的でエフェメール島に侵入し、そこに隠されていると言われるベルーナの秘宝を狙っている。その為に一国の女王であるエリーゼを誘拐するなど大胆かつ優秀な能力を持つ。
アロンドラ声: 小林沙苗
3作目にのみ登場するエフェメール島を所有するヴァッサーラント公国の海軍士官。エフェメール島の治安維持任務に就いている為エリーゼ達に接触した事が、彼女の一連の不幸の始まりでもあった。
ステアン声: 山崎たくみ
1, 2作目に登場する。神出鬼没なコトゥーカの青年。エリシオラの命により一行の前にふらりと姿を現す。無類の女好き。2作目のみプレイヤーユニットとして使用可能。
ガウェイン声: 大塚明夫
1作目では公爵ロレンスの配下として登場し、作中終盤にベルーナ軍の指揮官となる。2作目ではベルーナの騎士団長になっており軍務で王国を支える。リューベックとは旧知の仲で「黒騎士」の異名を持つ。2作目のみ条件を満たす事でプレイヤーユニットとして使用可能。
エリシオラ声: 井上喜久子
「賢者」の異名を持つ元ベルーナ王国宮廷魔術師。ルシアン、スピカの母親でもある。登場は1, 3作目だけだが、3作目では一時的にプレイヤーユニットとして制限付で使う事ができ、その実力の一端を窺い知ることができる。

## 主要キャラクター（敵方）
ヴィルケス声: 山崎たくみ
1作目のみ登場。ジェレニア共和国の外戦師団を率いる青年将校であり、ベルーナ国王を殺害した張本人。ジェレニア共和国の中でも相当なタカ派であるらしく、領土的野心のためにベルーナ中枢を奇襲で乗っ取る。
レビオーダ声: 冬馬由美
1作目のみ登場。ヴィルケス配下の女騎士。ベルーナに進駐したジェレニア軍ではNo.2の地位にある。気性が激しく精力的に動く前線指揮官であるためか、主人公一行とは何度か直接対決する。ヴィルケスには上官としての敬意以上の心情を抱いている様である。
サロメ声: 飯塚雅弓
1, 2作目に登場。ヴィルケス配下の女騎士。レビオーダを象徴するのが「火」であるなら、彼女は「水」を象徴するように冷静沈着で物静か。1作目では主人公一行に敗れて戦死したはずだが、2作目で復活し再登場している。
ベーレン声: 成田剣
1作目に登場。ベルーナ王国の近衛騎士団長を務める優秀な騎士であり、オージェル・フィオの士官学校時代の教官でもある。ヴィルケスに内通しベルーナ国王の殺害に関与。だが、ジェレニア軍内でも謎の行動を取っており、ヴィルケスには信用されていない。
ザドゥーマ声: 成田剣
1, 2作目に登場。公式にはベーレン配下の魔道士と説明があるが、実際的にはヴィルケスの軍師的役割を担う。得体の知れない外見通り、行動そのものも得体がしれない。2作目ではジェレニアの人間として行動し「ウェスペールの迷宮」内で怪しげな動きをしている。
レオーネ声: 山崎たくみ
2作目に登場。ジェレニア議会に雇われて、ザドゥーマに付き従い「ウェスペールの迷宮」に乗り込んでくる主人公一行の前に立ちふさがる歴戦の傭兵。
シラヌイ声: 子安武人
2作目に登場。ジェレニア議会に雇われてザドゥーマに付き従い「ウェスペールの迷宮」に乗り込んでくる主人公一行の前に立ちふさがる東洋の傭兵。レオーネの師でもある。
アウローラ声: 浅川悠
2作目に登場。強力な魔術を操るザドゥーマ配下の魔道士の少女。外見に似合わず残虐な面もあるが、少女らしい無邪気な面も見せる。レオーネとは喧嘩ばかりしている。
プラティナ声: 三石琴乃
2作目に登場。「ウェスペールの迷宮」の深層に住み着く精霊みたいな存在らしい。
エトワール声: 田村ゆかり
3作目に登場する半機半人。エフェメール島でソレイユを付け狙い、それを防ごうとしたエリシオラに大怪我を負わせるほどの実力を持つ。

## シリーズ作品リスト
- Angelic Vale <Nameless Brave Saga> EpisodeV - 2003年4月24日発売。シリーズ1作目。
- Angelic Vale Progress 〜ウェスペールの迷宮〜 - 2003年11月27日発売。シリーズ2作目。
- エンジェリック・ヴェール新伝 エフェメール島綺譚 - 2005年3月10日発売。シリーズ3作目。

## ゲームシステム
いわゆる、「ウェイトターン制」を採用したオーソドックスなステージクリアタイプのシミュレーションRPGである。
1, 2作目では戦闘システムはほとんど変化がなかったが、3作目になりそれまでのシステムから一斉攻撃の参加可能部隊数や特殊技と魔法のポイント区別などの変化が見られるようになった。
成長システムは従来のRPGとは多少異なりレベルという概念が存在していなく、各キャラクターに「秘石」と呼ばれる石を持たせる事によって秘石に蓄積された経験値が一定以上溜まった場合、その秘石を所有しているキャラにその秘石独自のステータス成長配分がされるというシステムが採用されている。
各キャラ及び武装ごとに水・火・地・風・光・闇の六属性が振り分けられ、キャラによっては装備できない武装・アイテムが存在していた。なお、魔法に関してはスクロールを使う事でそのキャラに反する属性の魔法でない限りはどのキャラでも魔法を使う事ができたため、上記の秘石システムとあわせて自由度の高いキャラ育成が可能であった。
1作目では恋愛要素が絡められて、選択肢によりヒロインキャラクターのいずれか一人と主人公オージェルのエンディングが存在していた。2作目以降はエンディングは一つしかない。
2作目では1作目のキャラデータ及びエンディングフラグをインポートする事によって、ゲーム開始時のキャラの能力やアイテムの移行が可能であった。ただし、2作目から3作目、1作目から3作目のデータインポートは存在しない。
3作目では序章終了後にシナリオ分岐が存在している。ただし、マルチシナリオへのルート選択ではなく同時系列上で起こっていたそれぞれのキャラ達の行跡を、便宜上分割しているだけのものである。

## 主題歌
Angelic Vale
オープニング主題歌「終わりない夢」
歌：Ta／作詞：LEEX／作曲：遠藤成樹（Ecnemuse）
エンディング主題歌「闇を越えて」
歌：栗林みな実／作詞：LEEX／作曲：遠藤成樹（Ecnemuse）

Angelic Vale Progress
オープニング主題歌「風をゆく翼」
歌：ミトセノリコ／作詞：ミトセノリコ／作曲：ナルキ

Angelic Vale新伝 エフェメール島綺譚
オープニング主題歌「空と海の果てに」
歌：KIRIKO／作詞：LEEX／作曲：Manack

## 関連商品
CD
- RightWay
  - 『エンジェリックヴェール アレンジトラックス』サウンドアレンジCD